# 모험경주

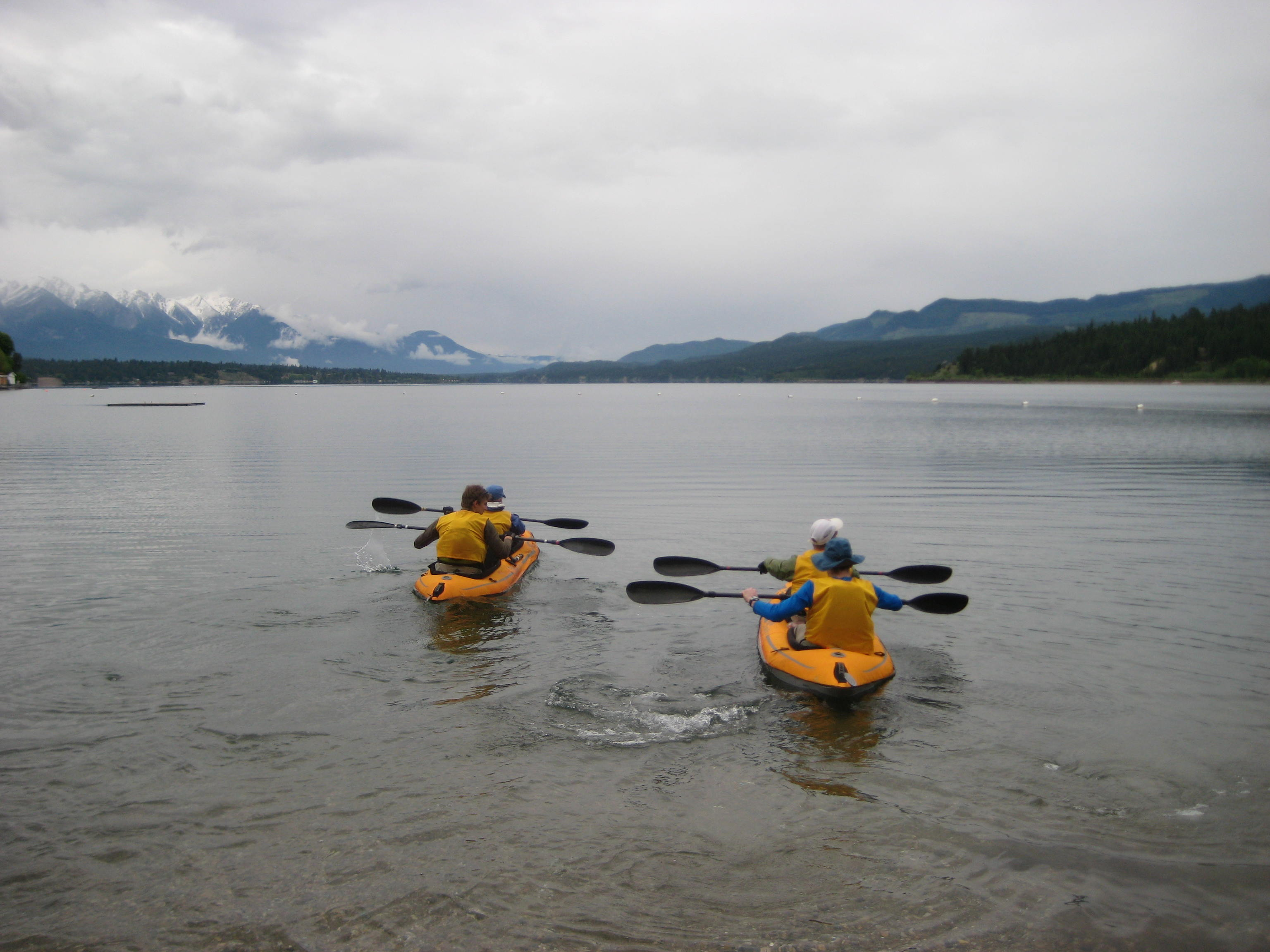

모험경주(冒險競走)는 산, 강, 바다 등 각지의 자연을 필드에 다양한 야외 경기를 소화하면서 골을 목표로 레이스이다. 팀전으로 열리는 경우가 많다. 모험경주는 본래 처음부터 골까지 야간 행동도 필수로 하는 3일 이상의 초 장거리 경주이다. 주요 종목은 오리엔티어링, 트레킹, 산악 자전거 등이다. 각 레이스는 경기 종목, 팀 인원이 다르다. 1 팀 3 ~ 7명 (남녀 혼성)으로 구성된 레이스가 많지만, 개인전으로 하는 레이스도 있다.

## 같이 보기
- 야외 활동 (Outdoor recreation)
  - 래프팅
  - 산악 자전거
  - 오리엔티어링
    - 산악 자전거 오리엔티어링 (Mountain bike orienteering)
    - Rogaining

  - 카약
  - 트레일 러닝
  - 트레킹 (trekking)